# 悠樂
悠樂，原名區啟樂，香港新晉填詞人。
他於2008年在伯樂音樂學院修讀林夕填詞班課程，於2009年畢業後正式出道。

## 填詞作品

### 2009年
- 天比高 - 愛當做
- Square - Dr.Love（與Ben Tsang合填）

### 2010年
- 泳　兒 - 有誰來愛我

### 2011年
- 狄易達 - 半死
- 曹蕙蘭 - 痛是痛快
- HotCha - 學習期（與Goran Tse合填）

### 其他
- 《數寸的窗》（「和諧之家」活動歌曲）
- 《有你Everyday》（「網上禁毒通通識 攜手創造健康校園」計劃主題曲）

## 外部連結
- 伯樂音樂學院 - 悠樂簡介 （页面存档备份，存于）